# المجلس الأردني للأبنية الخضراء
المجلس الأردني للأبنية الخضراء هو جمعية أردنية غير ربحية تأسست عام 2009، تضم بعضويتها شركات وخبراء من مختلف الأعمال والتخصصات المرتبطة بتصميم المباني وتزويدها وإنشاءها في الأردن. يهدف المجلس إلى نشر مفاهيم المباني الخضراء والرفيقة بالبيئة وتعزيز تطبيقاتها العملية على أرض الواقع.
في نيسان/ أبريل 2012 أعلن المجلس العالمي للأبنية الخضراء المجلس الأردني كمجلس كامل العضوية. ويعتبر المجلس الأردني الممثل الرسمي للمجلس العالمي للأبنية الخضراء في المملكة الأردنية الهاشمية، ضمن شبكة عالمية تضم أكثر من 80 مجلساً من مختلف أنحاء العالم.

## وصلات خارجية
- الموقع الرسمي للمجلس الأردني للأبنية الخضراء